# Heikki Suolahti

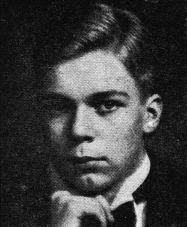

Heikki Suolahti (* 2. Februar 1920 in Helsinki; † 27. Dezember 1936 ebendort) war ein finnischer Komponist.

## Leben und Wirken
Suolahti wuchs in einem Elternhaus auf, in dem Musik die dominierende Rolle spielte. Sein Vater war ein Arzt, der das Personal der Finnischen Nationaloper in Helsinki behandelte. Seine Mutter Anna Forssell war eine bekannte Geigerin. Suolahti soll schon  Melodien gesummt haben können, bevor er sprechen konnte. Er soll die Musik Richard Wagners bewundert haben, ein Kinderorchester mit seinen Spielkameraden aufgebaut  und davon geträumt haben, ein Opernkomponist zu werden.  
Ab 1929, als er neun Jahre alt war, studierte Suolahti neben dem Schulbesuch am Konservatorium von Helsinki Klavier und Komposition. Sein wesentlicher Lehrer war Arvo Laitinen, den man in Finnland als bedeutenden Komponisten schätzte, aber auch als den „wohl hartnäckigsten Nationalsozialisten unter den finnischen Musikern“ kannte: „Noch 1964 widmete dieser Horst Wessel ein Chorwerk, das allerdings nicht aufgeführt wurde. Parallel dazu arbeitete Laitinen an der Trilogie ‚Mein Führer’, die (zum Glück) vor seinem Tod nicht fertig wurde.“
Der Teenager Suolahti komponierte zahlreiche Musikstücke, darunter eine Sinfonie, ein Klavierkonzert, geistliche Musik und eine unvollendete Oper. 1935 bereiste Suolahti Deutschland, wo er die mit Richard Wagner verbundenen Stätten in Bayreuth und in Köln ein Lohengrin-Festival besuchte. Im Folgejahr starb er im Alter von 16 Jahren an einem Blinddarmdurchbruch. Er hatte bis dahin keines seiner Werke aufgeführt gehört. Zu der ersten Aufführung von Stücken von ihm kam es anlässlich seiner Beerdigung durch das Städtische Orchester Helsinki und die Sängerin Gertrude Wichman.

## Nachwirkung
Suolahtis Werke kamen erst nach seinem Tod zur Kenntnis der Fachwelt und eines breiten Publikums. Seine 1935 komponierte Sinfonia piccola und einige seiner Lieder wurden im Februar 1938 unter Tauno Hannikainen uraufgeführt. Da Jean Sibelius von dieser Symphonie begeistert war und viele andere zeitgenössische Musiker Suolahtis Kompositionen schätzten, kam es zu regelmäßigen Aufführungen seiner Werke in Finnland und den Vereinigten Staaten.  